# Petra Meštrić
 Upozorenje: ovaj se predložak koristi samo uz subst: {{subst:Brisati|razlog brisanja}}
Samopromocija, nije javna poznata ličnost 
Petra Meštrić je hrvatska liječnica, televizijska osoba i kreatorica digitalnog sadržaja. Pojavila se u reality televizijskom programu Brak na prvu pogled (Married at First Sight) iz 2022. godine i producira sadržaj o zdravlju i načinu života za hrvatske medije i društvene platforme. Njezin javni profil uključuje rad u zdravstvu, televizijsko vođenje, komentare na društvenim mrežama i pojavljivanje u hrvatskim zabavnim programima.

## Rani život i obrazovanje
Meštrić je rođena u Varaždin, Hrvatska, a živi u Zagreb, Hrvatska. Studirala je medicinu na Medicinskom fakultetu Sveučilište u Rijeci 2015. godine, a diplomirala je medicinu 2022. godine.
Godine 2023. upisala je poslijediplomski doktorski studij nutricionizma na Prehrambeno-biotehnološkom fakultetu Sveučilište u Zagrebu. Radila je u općoj praksi i školskoj medicini. Obitelj ju je podržavala tijekom medicinskog obrazovanja i poticala je da nastavi karijeru u medicini i medijima.

## Karijera
Nakon diplome, Meštrić je radila u primarnoj zdravstvenoj zaštiti u Zagreb i okolici, uključujući školske i sveučilišne zdravstvene službe. Njezin medicinski rad bavio se prevencijom problema mentalnog zdravlja među adolescentima. Od 2023. godine zaposlena je u Službi za školsku i sveučilišnu medicinu u Zagreb.
Njezin televizijski rad uključuje vođenje emisije Minuta bijele kute, tjedne zdravstvene emisije na Otvorena televizija, i pojavljivanje u kulinarskoj emisiji Večera za 5. Godine 2013. osvojila je titulu „Miss Heart of Global United“ na američkom natjecanju za miss.
Od 2015. godine održava online prisutnost usmjerenu na zdravlje, fitness, prehranu i mentalno blagostanje. Raspravljala je o temama poput standarda ljepote, uređivanja slika u medijima i percepcije zdravstvenih djelatnika.
Meštrić je 2022. godine sudjelovao na Brak na prvu. Tijekom programa udala se za kolegu natjecatelja Dario Crnković; brak je kasnije završio. Neke od njezinih izjava tijekom emisije izazvale su reakcije javnosti i medijsku pozornost. Nastupala je u drugim hrvatskim reality televizijskim programima i javnim događajima uz bivše natjecatelje.

## Imidž i recepcija u javnosti
Njen javni imidž privukao je medijsku pozornost na standarde ljepote i uređivanje slika u digitalnim medijima. Osvrnula se na skepticizam oko kombiniranja medicinske karijere s profilom u javnim medijima, pozivajući se na svoje profesionalne kvalifikacije i zalažući se za šire prihvaćanje stručnjaka koji se uključuju u javni diskurs.
Neki hrvatski mediji nazivaju je "najatraktivnijom liječnicom" iz emisije Brak na prvu. Njezine objave na Instagram s odmora u Ston i Orebić, popraćene natpisima poput „Ne treba Photoshop“, potaknule su daljnju raspravu o medijskom prikazu izgleda.
Meštrić je komentirala rodne norme, online kritike i prikaze zdravstvenih djelatnika u medijima. Mediji su također popratili njezino sudjelovanje u zagrebačkim vikend izlascima špicom. Portal Žena je 2024. godine predstavio njezin stil kao kombinaciju trenutnih trendova s osobnim preferencijama.
Pojavila se u hrvatskim zabavnim vijestima koje ističu njezine javne nastupe, modne odabire i komentare na društvenim mrežama o pozitivnom odnosu prema tijelu i uređivanju slika.
Od najmanje sredine 2023. redovito je viđana u centru Zagreba.

## Osobni život
Meštrić je u intervjuima govorila o aspektima svojih osobnih veza, uključujući prošle veze i prekide. Govorila je o iskustvima te je izrazila stavove o vezama i predanosti.
U intervjuima, Meštrić je izjavila da ima „neostvarene snove“ o glumi i ulozi voditeljice, ali da je zadovoljna svojim radom na društvenim mrežama i modelingom.